# José Joaquín Fernández de Lizardi
José Joaquín Fernández de Lizardi (Cidade do México, 15 de novembro de 1776 – Cidade do México, 21 de junho de 1827) foi um escritor e jornalista mexicano, mais conhecido como o autor de El Periquillo Sarniento (1816), famoso por ser o primeiro romance escrito na América Latina.
Lizardi morreu de tuberculose em 1827, aos 50 anos. Por causa da extrema pobreza de sua família, foi enterrado numa sepultura anônima, sem o epitáfio que ele havia esperado estivesse gravado em sua lápide: “Aqui estão as cinzas do Pensador Mexicano, que fez o melhor que pôde pelo seu país.”